# Verloren paradijs
Verloren paradijs is een stripreeks van de hand van scenarioschrijver Ange en tekenaars Alberto Varanda (Ps.1:1), Philippe Xavier (Ps.1:2-4) et Brice Cossu (Ps.2). De tekeningen zijn ingekleurd door Lyse (Ps.1:1), Alexe (Ps.1:2-4), het Crazytoons atelier (Ps.2:1-2) en Stéphane Paitreau (Ps.2:3-4).
Het eerste deel kwam in het Frans uit in 2002 bij uitgeverij Soleil, dochteronderneming van MC Productions. In het Nederlands kwam het eerste deel uit in 2002 bij uitgeverij Blitz (later uitgeverij Talent). Het was albumnummer 47 uit de albumreeks Millenium HC (hardcover) uitgaven. Dark Dragon Books heeft de andere delen uitgegeven als deel van de collectie Crown. Het eerste deel (Ps.1:1) gaf de uitgeverij opnieuw uit met een andere cover en een extra katern met illustraties van Alberto Varanda.